# Lagochilin
Lagochilin con fórmula química C20H36O5, es un diterpeno amargo que se forma un sólido cristalino de color gris. Se encuentra en diversas plantas del género Lagochilus, más notablemente Lagochilus inebrians y se cree que es responsable de los efectos sedantes, hipotensor y hemostáticos de esta planta.